# Rudolph the Red-Nosed Reindeer (bài hát)
"Rudolph the Red-Nosed Reindeer" (tạm dịch: "Chú Tuần lộc Rudolph Mũi đỏ" hay còn được biết đến với tên "Chiếc Xe Nai") là một ca khúc chủ đề Giáng Sinh phổ biến trên thế giới, được lan rộng tại Hoa Kỳ và được biết đến tại Việt Nam cùng bản lời Việt được trình bày bởi ca sĩ Thanh Thảo.
Ca khúc được lấy cảm hứng từ nhân vật truyện tranh Rudolph the Red-Nosed Reindeer và chuyển thế thành bài hát bởi Johnny Marks. Năm 1948, Harry Brannon trình diễn ca khúc này trên những đài phát thanh tại thành phố New York trước khi Gene Autry đã thu âm và phát hành bài hát vào năm 1949 và giúp ca khúc trở thành bản nhạc phổ biến hiện nay.

## Bối cảnh và sáng tác

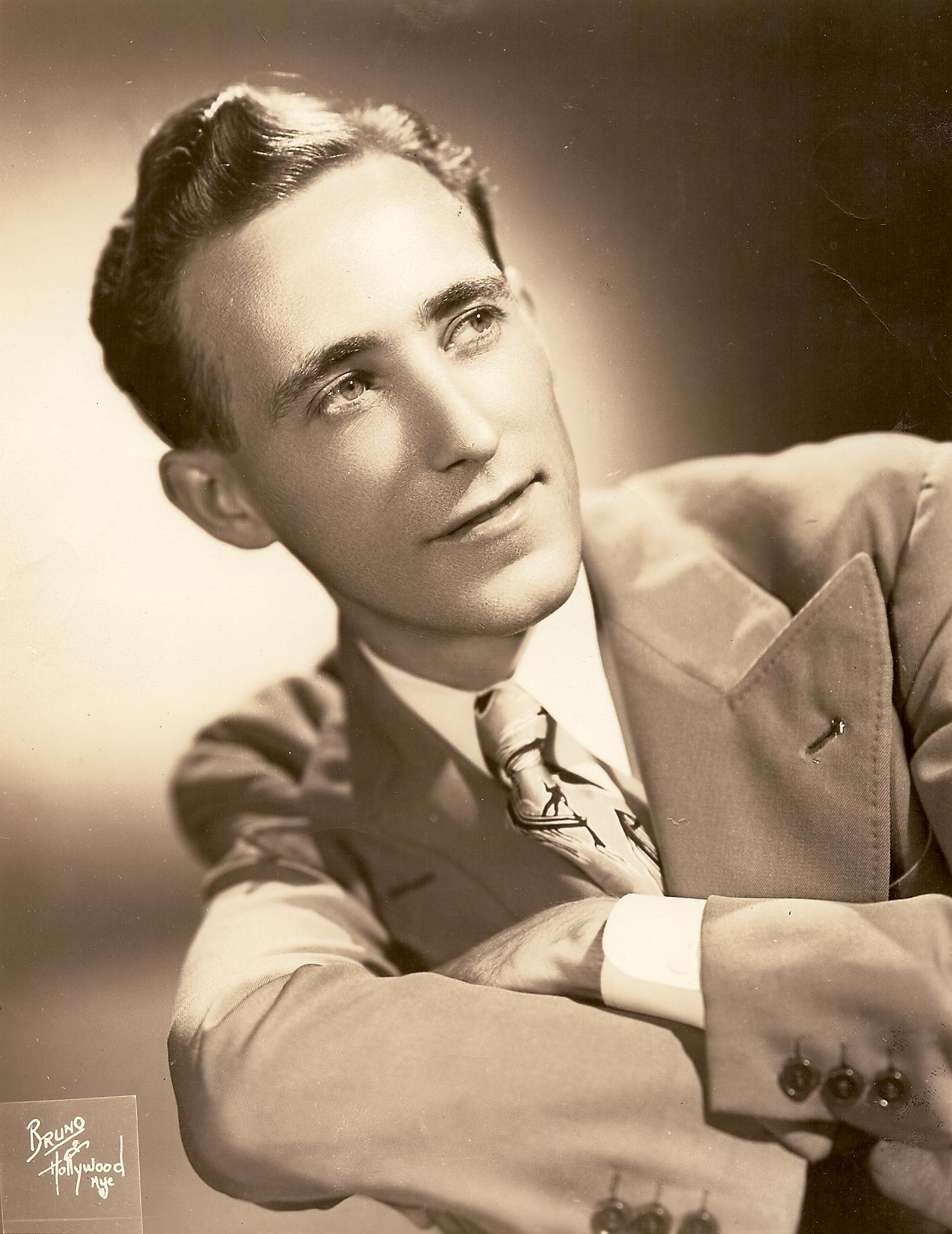
Harry Brannon, người đầu tiên hát ca khúc "Rudolph the Red-Nosed Reindeer" tại New York.

Anh chồng của người sáng lập ra nhân vật Tuần lộc, Robert L. May là Johnny Marks, đã quyết định chuyển thể câu chuyện này thành một ca khúc. Marks là một nhà sản xuất phát thanh và đồng thời, anh cũng đã sáng tác nhiều bài hát về Giáng Sinh. Người đầu tiên trình diễn ca khúc này chính là Harry Brannon khi anh đã hát ca khúc năm 1948 trên đài phát thanh tại thành phố New York. Nhưng sau đó, nghệ sĩ nhạc đồng quê Gene Autry đã thu âm lại ca khúc vào năm 1949, giúp "Rudolph the Red-Nosed Reindeer" gặt hái nhiều thành công. Phiên bản này đã đứng vị trí quán quân tại Mỹ trong tuần Giáng Sinh và sau đó rơi khỏi bảng xếp hạng vào ngày 7 tháng Giêng, 1950. Dù vậy, đĩa đơn đã bán tổng cộng 2.5 triệu bản trong năm đầu tiên phát hành và đến nay đã tiêu thụ tổng cộng 25 triệu bản và trở thành đĩa đơn có số đĩa bán cao thứ hai cho đến thập kỷ 1980.

## Những phiên bản khác

### Thập niên 1990

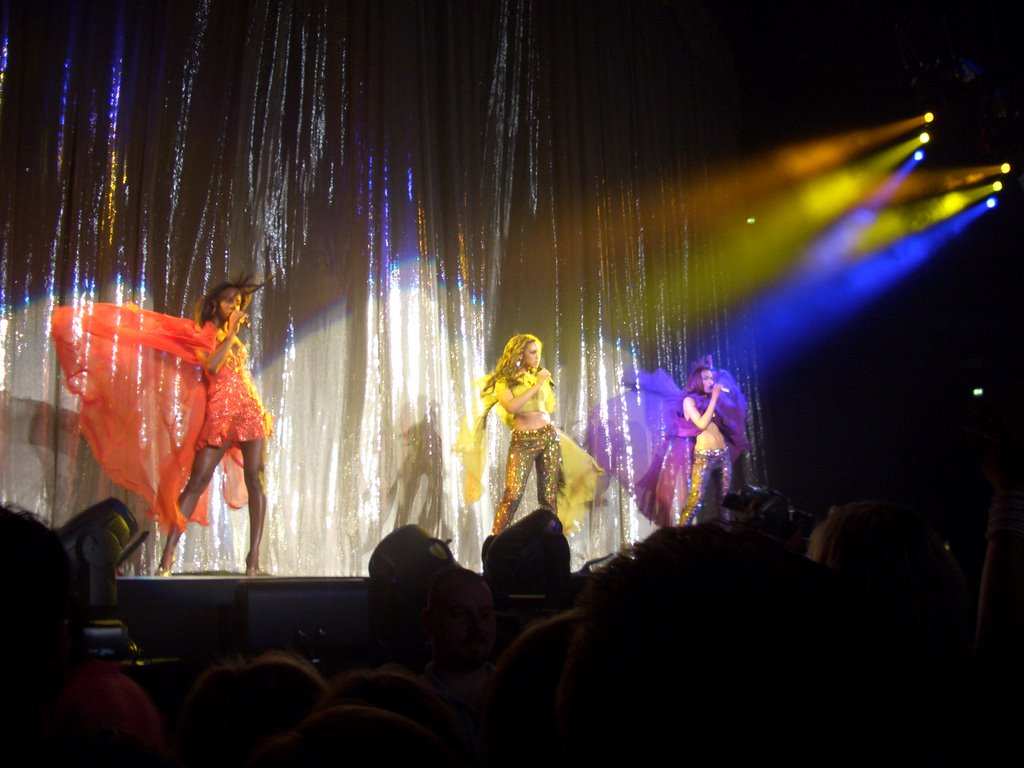
Nhóm Destiny's Child đã thu âm một phiên bản khác của ca khúc này và đồng thời đã xuất hiện trong DVD của bộ phim năm 2004.

- Năm 1950, ca khúc được thu âm lại bởi Bing Crosby. Phiên bản của anh đã vươn lên vị trí thứ 6 trên bảng xếp hạng Best Selling Children's Records và vị trí 14 trên bảng xếp hạng Nhạc Pop của tạp chí Billboard.[3] Cũng trong năm này, Spike Jones và nhóm City Slickers đã phát hành một phiên bản của họ và đã giành được vị thứ 7 trên bảng xếp hạng Nhạc Pop cùng vị trí thứ 8 trên bảng xếp hạng Best Selling Children's Records chart.[4]
- Năm 1951, Red Foley và The Little Foleys đã phát hành phiên bản của mình và giành vị trí thứ 8 trên bảng xếp hạng Best Selling Children's Records.[5]
- Năm 1953, Billy May đã phát hành phiên bản nhạc mambo với tên "Rudolph the Red-Nosed Reindeer Mambo" cùng sự góp mặt của Alvin Stoller.
- Năm 1957, The Cadillacs đã phát hành một phiên bản doo-wop của ca khúc và giành được vị trí 11 trên bảng xếp hạng Rhythm & Blues Records.[6]
- Năm 1959, Dean Martin đã thu âm ca khúc này cho album của mình, A Winter Romance.
- Năm 1960, nhóm The Chipmunks đã phát hành ca khúc theo một thể loại mới, giành được vị trí 21 trên bảng xếp hạng Hot 100 và vị trí 15 trên bảng xếp hạng Easy Listening chart.[6] Trong năm này, Melodeers cũng đã phát hành bản doo-wop thứ hai của ca khúc nhưng chỉ đạt vị trí 72 trên bảng xếp hạng Hot 100.[7] Paul Anka đã tiếp tục phát hành phiên bản nữa trong năm 1960 nhưng khá thất bại khi chỉ giành vị trí 104 trên bảng xếp hạng Bubbling Under Hot 100 Singles.[8]
- Năm 1963, The Crystals đã thu âm lại ca khúc này nhưng với thể loại rock 'n' roll, trích từ album Giáng Sinh của họ, A Christmas Gift for You from Philles Records, được sản xuất bởi Phil Spector.
- Năm 1965, The Supremes đã thu âm ca khúc này cho album của nhóm Merry Christmas.
- Năm 1968, The Temptations đã phát hành một phiên bản của ca khúc và giành được vị trí 12 trong kỳ đặc biệt của tạp chí Billboard (ca khúc này sau đó đã lên vị trí thứ ba trong ấn bản Tháng Mười hai 1971).[9] Phiên bản này của nhóm còn được kèm theo trong album Giáng Sinh năm 1970, The Temptations Christmas Card.
- Năm 1970, The Jackson 5 đã thu âm ca khúc cho album The Jackson 5 Christmas Album.
- Năm 1987, California Raisins đã thực hiện một ca khúc mang phong cách pop-Motown cho album của Will Vinton, A Claymation Christmas Celebration.
- Năm 1994, nhóm Alvin and the Chipmunks đã kết hợp với bản thu của Gene Autry và tạo nên một ca khúc xuất hiện trong album A Very Merry Chipmunk.
- Năm 1996, Alan Jackson đã phát hành một phiên bản của ca khúc và giành vị trí 56 trên bảng xếp hạng Hot Country Singles & Tracks.[10] Trong năm này, nhóm The Wiggles đã thu âm ca khúc này cho album của họ, Wiggly, Wiggly Christmas. Năm sau đó, họ đã hát ca khúc này trong video Wiggly Wiggly Christmas. Cuối cùng, Peach Hips đã hát lại ca khúc này cho album Giáng Sinh của họ và được xuất hiện trong mùa 5 của Thủy thủ Mặt Trăng.

### Thập niên 2000
- Năm 2000, Lynyrd Skynyrd đã thu âm ca khúc này cho album của họ, Christmas Time Again.
- Năm 2004, nhóm nhạc Destiny's Child đã phát hành một phiên bản của ca khúc kèm theo một video hoạt hình kèm theo trong đĩa DVD phim Rudolph the Red-Nosed Reindeer.
- Năm 2008, Jack Johnson đã thu âm ca khúc này cho album của hãng thu của anh, This Warm December: Brushfire Holiday Volume 1.
- Năm 2009, Barry Manilow đã thêm vào ca khúc này trong phiên bản phát hành lại của In the Swing of Christmas.